# Panulirus stimpsoni
Panulirus stimpsoni är en kräftdjursart som beskrevs av Lipke Bijdeley Holthuis 1963. Panulirus stimpsoni ingår i släktet Panulirus och familjen Palinuridae. IUCN kategoriserar arten globalt som otillräckligt studerad. Inga underarter finns listade i Catalogue of Life.